# Provincia Rift Valley
Provincia Rift Valley este una dintre cele 9 unități administrativ-teritoriale de gradul I  ale Kenyei. Reședința sa este localitatea  Nakuru.